# 嵐が丘 (布袋寅泰の曲)
「嵐が丘」（あらしがおか）は、布袋寅泰の楽曲である。2013年3月6日にEMIミュージック・ジャパンから35枚目のシングルとして発売された。

## 解説
アルバム『COME RAIN COME SHINE』からの完全生産限定リカットシングルで、2枚組。
表題曲は『真・三國無双7』のイメージソングで、特典としてゲーム内で使用できる「HOTEIオリジナル“呂布”コラボレーション武器＆コスチューム」のシリアルコードが封入されている。森雪之丞に歌詞を書いてもらう際、普段は二人でテーマを決めてから作詞をしてもらっていたが、この曲に関して布袋は「曲の持つドラマチックな世界を生かしてほしい」と伝えた以外は具体的な注文はつけずに森に任せている。
2枚目のディスクには、2012年12月18日に開催されたロンドン・ラウンドハウス公演より「Battle Without Honor or Humanity」「バンビーナ」「Fly Into Your Dream」のライブ音源3曲が収録されている。

## 収録曲

### DISC 1
1. 嵐が丘
作詞：森雪之丞　作曲：布袋寅泰
2. 嵐が丘 (Instrumental)

### DISC 2
1. Battle Without Honor or Humanity
作曲：布袋寅泰
2. バンビーナ
作詞：森雪之丞　作曲：布袋寅泰
3. Fly Into Your Dream
作詞・作曲：布袋寅泰